# تشارلز س. جي. تشابلن
تشارلز س. جي. تشابلن (بالإنجليزية: Charles C. G. Chaplin)‏ هو عالم حيوانات أمريكي، ولد في 1906، وتوفي في 1991.